# Чентро Г (Гросето)
Чентро Г је насеље у Италији у округу Гросето, региону Тоскана.
Према процени из 2011. у насељу је живело 34 становника. Насеље се налази на надморској висини од 23 м.